# Блэквелдер, Ричард
Ричард Элиот Блэквелдер (англ. Richard Elliot Blackwelder; 29 января 1909 — 17 января 2001) — американский биолог, профессор и писатель, специализировавшийся на энтомологии и таксономии. После успешной профессиональной карьеры он вышел на пенсию в 1977 году, а в 1978 году открыл для себя произведения Дж. Р. Р. Толкиена, которые стали центром его увлечений на всю оставшуюся жизнь. В течение следующих двадцати лет Блэквелдер собрал большую коллекцию книг и других материалов, связанных с Толкиеном, которые он сортировал и индексировал. Коллекция Блэквелдера, переданная в дар Университету Маркетт в 1982 году, считается крупнейшим из когда-либо созданных вторичных источников по Толкиену.

## Биография
Блэквелдер родился в Мадисоне, штат Висконсин. В 1934 году получил степень доктора философии в Стэнфордском университете. В 1935 году женился на Рут Маккой и с июня 1935 по март 1937 года собрал 50 000 образцов рода Coleoptera и других насекомых в Вест-Индии в качестве командировочного стипендиата Уолтера Рэтбоуна Бэкона для Смитсоновского института. В 1938—1939 годах работал помощником куратора по энтомологии в Национальном музее США (сегодня Национальный музей естественной истории), а в 1940—1954 годах — помощником и младшим куратором в Смитсоновском институте. В 1958 году стал профессором зоологии в Университете Южного Иллинойса в Карбондейле, и занимал эту должность до выхода на пенсию в 1977 году.
В 1947 году коллеги Блэквелдера Уолдо Л. Шмитт и Джордж У. Уортон основали Общество систематической зоологии. Блэквелдер активно участвовал в работе Общества, занимая должность секретаря-казначея (1948—1959), а в 1961 году стал его президентом. Блэквелдер был членом Калифорнийской академии наук и лектором Тимоти Хопкинса.

### Монография вест-индских жуков семейства стафилинды
В биологической таксономии монография — это исчерпывающее описание таксона. В «Monograph of West Indian Staphylinidae» Блэкуэлла 1943 года были пересмотрены все известные виды Staphylinidae (как они определялись в то время, за исключением самого большого подсемейства, Aleocharinae, которые были просто перечислены, а не пересмотрены) с островов, добавлены вновь открытые виды, заново описаны виды, даны синонимы и ключи для определения, а также собрана вся доступная информация о биологии и морфологических вариациях внутри группы. Она остается классическим трудом по энтомологии и до сих пор является исчерпывающим справочником по региону.

### Контрольный список жуков тропической Америки
Работа Блэквелдера по составлению «Checklist of the Coleopterous insects of Mexico, Central America, the West Indies, and South America» была начата в 1944 году и завершена в 1957 году. Хотя многие европейские и американские энтомологи много работали над неотропическими жуками, ранее не предпринималось попыток составить список всей фауны. Блэквелдер нашел в литературе 50 000 названий. Первоначально контрольный список был основан на Coleopterorum Catalogus Джанка. К нему Блэквелдер добавил виды, перечисленные в публикациях, указанных в «Zoological Record», а там, где список оказался неполным, он сам занялся поиском литературы. Контрольный список Блэквелдера является основой для многих последующих, но неполных списков, а для некоторых групп или регионов — единственным источником такой информации.

### Коллекция Толкиена
Способность к организации и категоризации, которая привела Блэквелдера к успеху в таксономии, также повлияла на его увлечение легендариумом Толкиена после выхода на пенсию. Блэквелдер собрал большую коллекцию толкиенианы, которую он отсортировал и проиндексировал, а затем передал в дар архиву Университета Маркетт.
Он потратил четыре года на составление конкорданса имён персонажей, животных и растений в произведениях Толкина, который был опубликован в 1990 году издательством Garland Press под названием A Tolkien Thesaurus. Пятнадцатистраничный буклет-компаньон, «Фразеология Толкиена», был опубликован издательством Marquette в 1990 году.
В эти годы Блэквелдер активно участвовал в фэндоме Толкина, часто внося свой вклад в «Beyond Bree».
Блэквелдер умер 17 января 2001 года, за двенадцать дней до своего 92-го дня рождения. Его прах покоится вместе с прахом его жены в мавзолее Сансет около Беркли, штат Калифорния.
В 1987 году Блэквелдер основал Tolkien Archives Fund в Университете Маркетт, чтобы каталогизировать коллекцию рукописей Маркетта, спонсировать общественные программы и оказывать поддержку в приобретении и сохранении материалов по Толкиену в Отделе специальных коллекций. Фонд основан на наследстве Блэквелдера. Среди приобретений, финансируемых за счет этого завещания, — коллекция Грейс Э. Фанк «Толкиен/фантастика», состоящая из 2 376 книг, статей, фильмов, документальных видеоматериалов, фотокопий статей и газетных вырезок.

## Работы
Работы по таксономии и энтомологии:
- Monograph of the West Indian beetles of the family Staphylinidae (англ.) // Bulletin of the United States National Museum : Журнал. — 1943. — Vol. 182. — P. 1—658. — doi:10.5479/si.03629236.182.i.
- Checklist of the coleopterous insects of Mexico, Central America, the West Indies, and South America, pt. 1 (англ.) // Bulletin of the United States National Museum : Журнал. — 1944. — Vol. 185. — P. 1—188. — doi:10.5479/si.03629236.185.i.
- Checklist of the coleopterous insects of Mexico, Central America, the West Indies, and South America, pt. 2 (англ.) // Bulletin of the United States National Museum : Журнал. — 1944. — Vol. 185. — P. 189—341. — doi:10.5479/si.03629236.185.2.
- Checklist of the coleopterous insects of Mexico, Central America, the West Indies, and South America, pt. 3 (англ.) // Bulletin of the United States National Museum : Журнал. — 1945. — Vol. 185. — P. 343—550. — doi:10.5479/si.03629236.185.3.
- Checklist of the coleopterous insects of Mexico, Central America, the West Indies, and South America, pt. 4 (англ.) // Bulletin of the United States National Museum : Журнал. — 1946. — Vol. 185. — P. 551—763. — doi:10.5479/si.03629236.185.4.
- Checklist of the coleopterous insects of Mexico, Central America, the West Indies, and South America, pt. 5 (англ.) // Bulletin of the United States National Museum : Журнал. — 1947. — Vol. 185. — P. 765—925. — doi:10.5479/si.03629236.185.765.
- Checklist of the coleopterous insects of Mexico, Central America, the West Indies, and South America, pt. 6 (англ.) // Bulletin of the United States National Museum : Журнал. — 1957. — Vol. 185. — P. 927—1492. — doi:10.5479/si.03629236.185.927.
- Generic names of the beetle family Staphylinidae with an essay on genotypy (англ.) // Bulletin of the United States National Museum : Журнал. — 1952. — Vol. 200. — P. 1—483.
- Fourth Supplement to the Leng Catalogue of Coleoptera of America: North of Mexico, Sherman 1939
- Animal taxonomy and the new systematics, Surv. Biol. Progr., 4, 1962, 1-57
- Taxonomy; A text and reference book New York, John Wiley 1967